# Смоки Мо
Смо́ки Мо (настоящее имя — Алекса́ндр Алекса́ндрович Ци́хов; род. 10 сентября 1982 года, Ленинград) — российский рэп-исполнитель, битмейкер и саунд-продюсер.

## Биография
Во время учёбы в школе больше года занимался каратэ. В одном из интервью заявил, что если бы не музыка, то реализовал бы себя в спорте. Окончил Санкт-Петербургский государственный Университет культуры и искусств по специальности менеджер-продюсер шоу-бизнеса. На Смоки Мо, по его собственному признанию, оказали большое влияние книги Роберта Аллена Монро. Первые четыре сольных альбома были записаны в домашних условиях.

### 1997—1999 годы
Впервые Александр Цихов попал на рэп-концерт в 1997 году. Это было выступление группы «Дерево жизни», организованное "Балтийским кланом" в Санкт-Петербурге. Концерт вызвал у Смоки желание читать, профессионально записываться, выступать. Начал делать первые шаги в творчестве: перечитывал тексты DA-108, записывал с помощью двух магнитофонов, на одном ставил кассету с битом, на втором включал запись с микрофона.
На одном из мероприятий Клана Смоки Мо познакомился с Викой и Денисом (Дэн) из группы Cubase. Он предложил создать совместный проект «Смок». Их треки «Любовь страшна» и «Дым-база» вышли на сборнике "Балтийского клана" «Новые имена питерского рэпа — 6».
Первый выездной концерт группы «Смок» прошёл в городе Великие Луки.

### 1999—2002 годы
В 1999—2000 годах участвовал в проекте «Ветер в голове», который просуществовал около года и выпустил альбом «Сеньорита».
В 2001 году победил на фестивале Rap Music в составе команды «Династия Ди».

### 2003—2006 годы
Большое влияние на Смоки Мо оказали Артём Бровков, известный как Fuze, и Марат Сергеев из группы Krec, с которой Александра Цихова познакомил рэпер Влади из группы «Каста» в 2003 году. По словам Смоки Мо, именно Fuze и Марат заставили его поверить в свои силы, убедили продолжать делать рэп и начать запись сольного альбома. Fuze пригласил Цихова на студию Kitchen Records на Юго-Западе. Смоки Мо начал записывать треки, используя тексты, написанные ранее. Затем, по словам самого исполнителя, пришло вдохновение, а с ним и новые тексты — другого содержания и посыла — и новая манера читки.
В 2004 году Смоки Мо заключил с лейблом Respect Production, издававшим такие рэп-команды как «Каста» и «Ю.Г.», соглашение о выпуске альбома. Пластинка под названием «Кара-Тэ» была выпущена весной того же года и получила позитивные отклики.
После выхода дебютного альбома Смоки Мо активно гастролировал по стране, а также занимался записью материала для нового альбома. В 2005 году Смоки Мо покинул Kitchen Records.
Осенью 2006 года на лейбле Respect Production вышел второй альбом исполнителя — «Планета 46», в котором приняли участие такие рэп-музыканты, как Децл, Крип-а-Крип, Maestro A-Sid, Gunmakaz, RAPid (позднее I1), DJ Vadim, Коби Зеро, Шаали Секира, Мистер Малой, Винт.

### С 2009
В 2009 году вышел новый материал от Смоки Мо, после длительной паузы с выхода второго альбома «Планета 46». Микстейп носил название «Saint-P Phenomen», который был полностью спродюсирован московским битмейкером и диджеем группы F.Y.P.M. — DJ Nik One. Один из треков «В штыки» был выполнен в стиле «Кара-Тэ».
В этом же году был выпущен ещё один микстейп, в виде интернет-релиза, который был издан в поддержку альбома Смоки Мо «Выход из темноты» и альбома V-Style «2010». Микстейп «200 лет спустя» был записан совместно с Владивостокской рэп-группой V-Style. Релиз состоял из 14 треков. Вся музыка была написана Bigg & Sin (V-Style), кроме одного трека, который спродюсировал Смоки Мо.
11 июня 2010 года вышел третий студийный альбом под названием «Выход из темноты». Альбом по стилистике очень отличается от предыдущих двух.
Альбом «Время Тигра», четвёртый по счёту, был выпущен лейблом MadStyleMusic при поддержке Soyuz Music в начале мая 2011 года.
В 2011 году Смоки Мо начал сотрудничество с творческим объединением «Газгольдер».
Летом 2012 года Цихов представил собственное альтер эго под именем Mozi (рус. Мози). В июле газета «Комсомольская правда» опубликовала список 10 самых популярных петербуржцев в Рунете, в котором Смоки Мо занял 7-е место, обогнав по популярности футболиста Александра Кержакова, актрису Оксану Акиньшину и журналиста Александра Невзорова. 25 августа Смоки Мо и группа «Триагрутрика» выступили с песней «На работу» на Первом канале в рамках программы Яны Чуриковой «Красная звезда».
11 июня 2013 года Смоки Мо выпустил пятый альбом «Младший» при участии Глюкозы, Басты и Тати.
В 2014 сыграл эпизодическую роль в фильме «Газгольдер».
19 ноября состоялся выход альбома ремиксов «Кара-Тэ. 10 лет спустя». В записи приняли участие Баста, Рем Дигга, Влади, Nel и другие представители рэп-сцены.
1 января 2015 в 12 часов ночи состоялась премьера совместного альбома с Бастой — «Баста / Смоки Мо».
По итогам первой недели цифровых продаж (с 1 по 8 января) альбом занял первое место в российском iTunes, обогнав сборник «The Best» Григория Лепса и альбом белорусской поп-рок-группы IOWA, и вошёл в пятёрку альбомов в Google Play, заняв четвёртое место.
В альбоме приняли участие: Скриптонит — гостевой артист (15, 17), автор музыки (15, 17), Елена Ваенга — гостевой артист (3), Tricky — английский трэп-/рэп-исполнитель.
В 2016 году совместно с Zloi Negr Смоки Мо выпустил микстейп «Доспехи бога» при участии Пики, Яникса, D.masta, Славы КПСС и Loc-Dog, в котором выступил в основном как битмейкер.
В 2017 году совместно с «Zloi Negr» выпустил микстейп «Доспехи бога 2» при участии Слава КПСС, Пика, Kyivstoner, D.masta, Нигатив и других, выступив исключительно в качестве битмейкера.
Выпустил шестой студийный альбом «День третий».
В 2018 году участвовал в качестве наставника на Versus Battle «Fresh Blood 4: Война стилей».
Выпустил седьмой альбом «День первый».
В 2019 году продолжил участие в проекте Versus Battle «Fresh Blood 4: Война стилей» в качестве ментора. В феврале выпустил трек «Дважды», посвящённый умершему Децлу.
Выпустил восьмой альбом «Белый блюз».
23 сентября 2019 года стало известно, что девятый студийный альбом Смоки Мо будет называться «Стейкхаус».
13 ноября 2020 года Смоки Мо выпустил EP «Super Mario». В него вошло 8 треков при участии Гуфа, Lil Kate и AYYO.
21 мая 2020 года выпускает совместный с AYYO сингл Мало, который появляется в сериале Год культуры на ТНТ.
15 апреля 2022 года вышел десятый сольный альбом Смоки Мо, получивший название «TripSet». В него вошло 12 треков при участии Гуфа, Рем Дигги и Vito.
В 2023 году выходят сразу 2 сольных альбома артиста - «ALPHA» и «GRIMEY» и совместный альбом с Гуфом «Смоки Мо/GUF», который записан в рамках объединения FIRMAA.
В 2024 году альбом «ALPHA» был удален со стриминговых площадок из-за нелицензионного использования в песне «Улетаю» припева из одноименной композиции Badda Boo. 

## Роль в театре
Александр Цихов был приглашён выступить на моноспектакле в театре «Практика» в «9 историях», в одном из которых был сыгран спектакль о жизни Смоки Мо. Над сценарием работал драматург Юрий Витальевич Муравицкий.

## Дискография
- 2004 — «Кара-Тэ»
- 2006 — «Планета 46»
- 2010 — «Выход из темноты»
- 2011 — «Время Тигра»
- 2013 — «Младший»
- 2015 — «Баста/Смоки Мо»
- 2017 — «День третий»
- 2018 — «День первый»
- 2019 — «Белый блюз»
- 2019 — «Стейкхаус»
- 2022 — «TripSet»
- 2023 — «Alpha»
- 2023 — «Смоки Мо/GUF» (совместно с Гуфом)
- 2023 — «GRIMEY»

## Награды и номинации
- На премии RUMA 2012 был номинирован в двух категориях — Feat. года («На работу» п. у. Триагрутрика, «Чёрт» п. у. Рем Дигга) и Хит года («Вторник»)[23].